# إيفان بيلود
إيفان أليكسيس بيلود (بالإسبانية: Iván Alexis Pillud) (مواليد 24 أبريل 1987 في كابيتان بيرموديز - الأرجنتين) لاعب كرة قدم أرجنتيني يلعب حاليا لصالح نادي الدرجة الأولى إسبانيول الإسباني منذ 2009 في مركز الظهير الأيمن كما يجيد اللعب في مركز الوسط الأيمن .

## روابط خارجية
- إيفان بيلود على موقع قاعدة بيانات كرة القدم.إي يو (الإنجليزية)
- إيفان بيلود على موقع ناشيونال فوتبول تيمز (الإنجليزية)
- إيفان بيلود على موقع Soccerway.com (الإنجليزية)
- إيفان بيلود على موقع AS.com (الإسبانية)